# Братолюбовка (Амурская область)
Бра́толю́бовка — село в Ромненском районе Амурской области, Россия. Входит в Чергалинский сельсовет.

## География
Село Братолюбовка расположено в 12 км к северо-востоку от районного центра Ромненского района села Ромны.
Село Братолюбовка стоит в верховьях реки Чергаль (левый приток реки Горбыль, бассейн реки Томь).
На север от села Братолюбовка идёт дорога к административному центру Чергалинского сельсовета селу Чергали, расстояние — 8 км.
На восток от села Братолюбовка идёт дорога к сёлам Новониколаевка, Амаранка и Восточная Нива.

## Население
| 2002 | 2010 | 2012 | 2013 | 2014 | 2015 | 2016 |
| ---- | ---- | ---- | ---- | ---- | ---- | ---- |
| 154  | ↘108 | ↘102 | ↗106 | ↘103 | ↗107 | ↘104 |
| 2017 | 2018 |      |      |      |      |      |
| ↘103 | ↘102 |      |      |      |      |      |

По данным переписи 1926 года по Дальневосточному краю, в населённом пункте числилось 34 хозяйства и 160 жителей (87 мужчин и 73 женщины), из которых преобладающая национальность — украинцы (28 хозяйств).